# Odet (fiume)
Il fiume Odet è un corso d'acqua francese che scorre in Bretagna, nel dipartimento di Finistère.
Lungo 62,7 chilometri, nasce presso Coat-Plencoat, nel territorio comunale di Saint-Goazec, sul versante meridionale delle Montagnes Noires, e sfocia nell'Oceano Atlantico tra i comuni di Combrit e Bénodet.

## Comuni e città attraversate
Da valle risalendo verso monte:
- Bénodet, Combrit (ivi compresa Sainte-Marine), Clohars-Fouesnant, Gouesnach, Plomelin, Quimper, Ergué-Gabéric, Briec-de-l'Odet, Landudal, Elliant, Langolen, Coray, Trégourez, Leuhan, Saint-Goazec (sorgente).

## I principali affluenti
Da monte verso valle:
- il Guip (6,2 km)
- lo Ster Pont Hezrou o torrente di Lochrist (4,3 km)
- lo Ster Pont-Nevez o torrente del Pont Neuf (8,7 km)
- il torrente di Langelin (13,3 km)
- il Jet (28,5 km)[1]
- il Frout (6 km) secondo Géoportail
- lo Steïr o Teyr (27,9 km)[2]

A livello dell'estuario:
- il torrente di Keriner (5,7 km)
- il torrente dell'Anse di Saint Cadou (12,3 km)
- il Corroac'h (16,8 km), che forma nella sua parte a valle l'Ansa di Combrit